# Polynema arcticum
Polynema arcticum är en stekelart som beskrevs av Soyka 1956. Polynema arcticum ingår i släktet Polynema och familjen dvärgsteklar. Inga underarter finns listade i Catalogue of Life.